# Národní muzeum Kostariky
Národní muzeum Kostariky (španělsky Museo Nacional de Costa Rica) je národní muzeum nacházející se v kostarickém hlavním městě San José. Založeno bylo 4. května 1887 za prezidenta Bernarda Sota Alfara. Do starých kasáren Bellavista bylo přestěhováno roku 1950. Kasárna byla muzeu předána poté, co byla zrušena pravidelná armáda.

## Historie

### Počátky

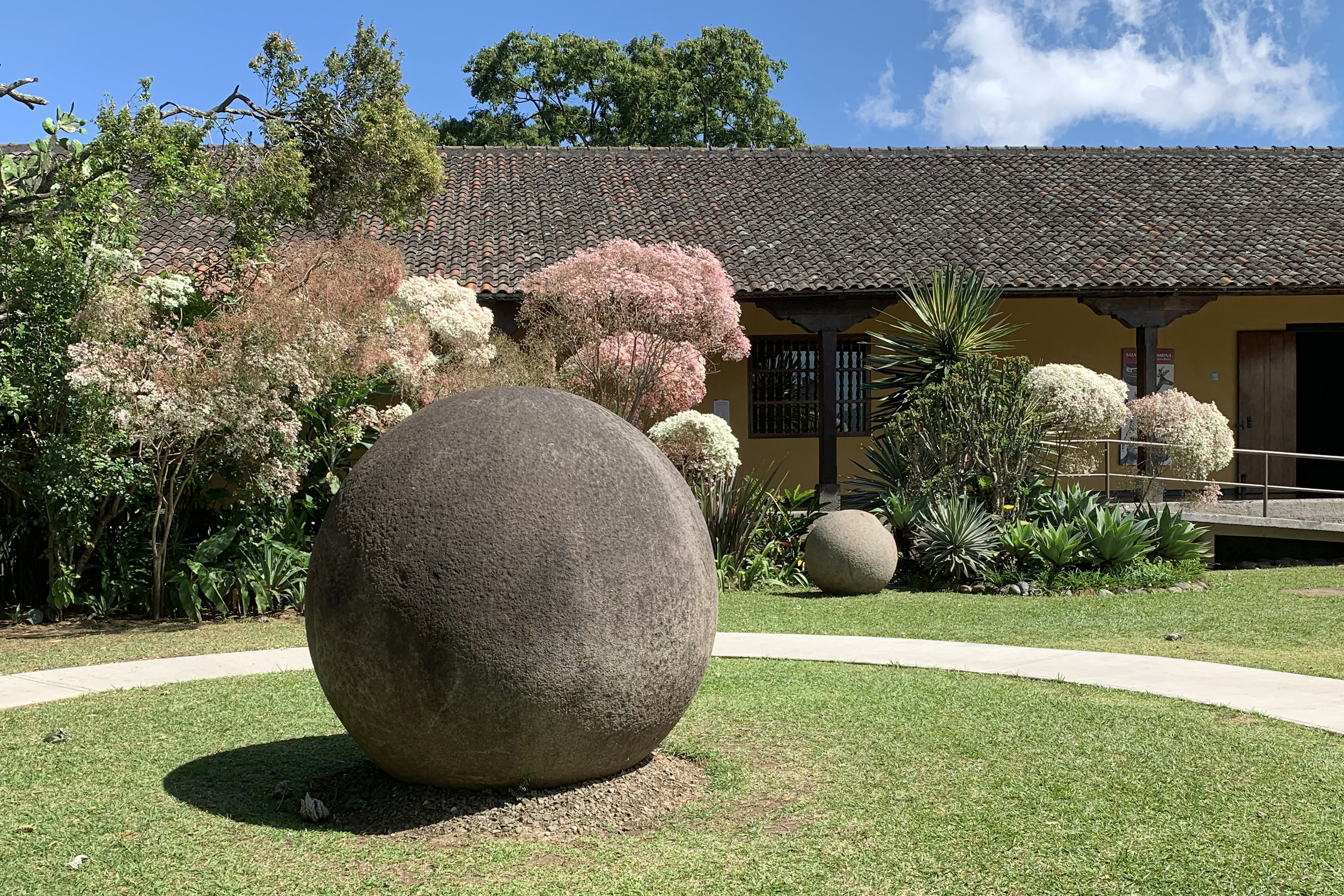
Vnitřní zahrada s koulemi kultury Diquís

Muzeum bylo založeno za funkčního období prezidenta Bernarda Sota Alfara. Cílem vytvoření muzea bylo poskytnout zemi veřejné zařízení pro ukládání, klasifikaci a studium přírodních i uměleckých předmětů. Od samého počátku bylo zaměřeno na vědecký výzkum, vzdělávání, vystavování a ochranu kulturního i přírodního bohatství.
Během své více než stoleté existence bylo umístěno ve čtyřech různých budovách. V letech 1887 až 1896 bylo umístěno v budově Univerzity v Santo Tomás. V letech 1896 až 1903 se nacházelo v zahradách Laberinto v jižní části San José. V letech 1903 až 1949 bylo umístěno ve staré budově Liceo de Costa Rica, ve kterém se nyní nachází Kostarický fond sociálního zabezpečení. Od roku 1950 má své hlavní sídlo v bývalých kasárnách Bellavista.

### Kasárna

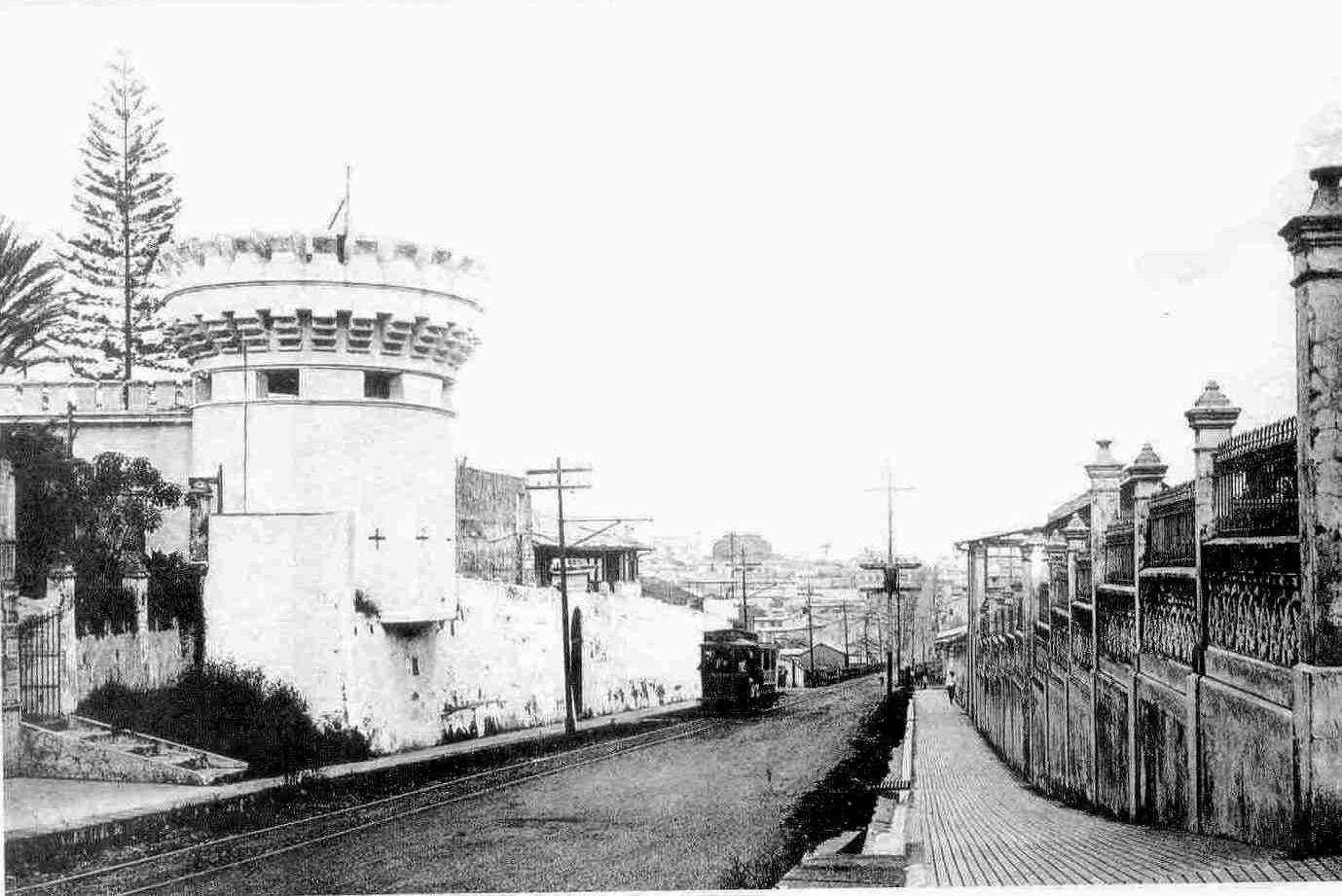
Kasárny, 1922

Oblast, kde se nyní nachází muzeum, bylo v 19. století zemědělskou půdou, na které byla pěstována káva. Později zde působil německý přírodovědec Alexader von Frantzius a později také kostarický reformátor vzdělávání Mauro Fernández. O několik let později území připadlo státu a v roce 1917 zde započala výstavba kasáren, která se zrychlila v důsledku převratu vedeném Federicem Tinoco Granadosem. V roce 1919 byl Tinoco svržen a stavba byla v roce 1923 zastavena. Později byly práce opětovně zahájeny a stavba byla dokončena za funkčního období prezidenta Cleta Gonzáleze Víqueze.
Kasárna sloužila jako muniční sklad a jako výcvikové středisko rekrutů. Cvičila se zde manipulace se zbraněmi, taktika a disciplína. Dne 1. prosince 1948 kasárna přestala plnit svou funkci poté, co bylo rozhodnuto o zrušení armády. V roce 1950 se objekt dostal do správy muzea a byl upraven k výstavním účelům.

## Sbírky

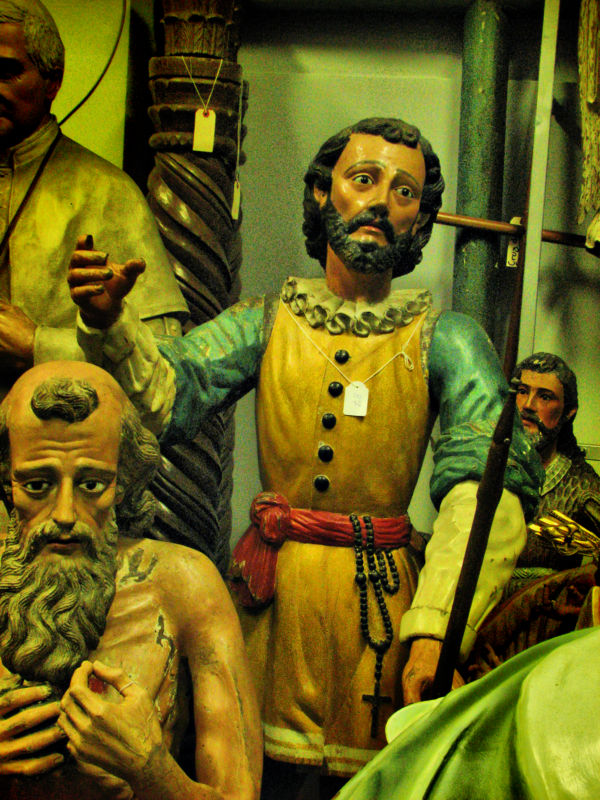
Sochy s náboženskou tematikou, součást historické sbírky

Ve sbírkách muzea jsou předměty z předkolumbovského období, jako jsou hroty šípů, nádoby, náhrdelníky a další artefakty z materiálů jako je keramika, kámen, zlato, nefrit a kost. Tyto artefakty jsou datovány do období od roku 12 000 př. n. l. do roku 1 500 n. l. Dokládají ekonomické, sociálně-politické i náboženské proměny, ke kterým docházelo během mnoha staletí.

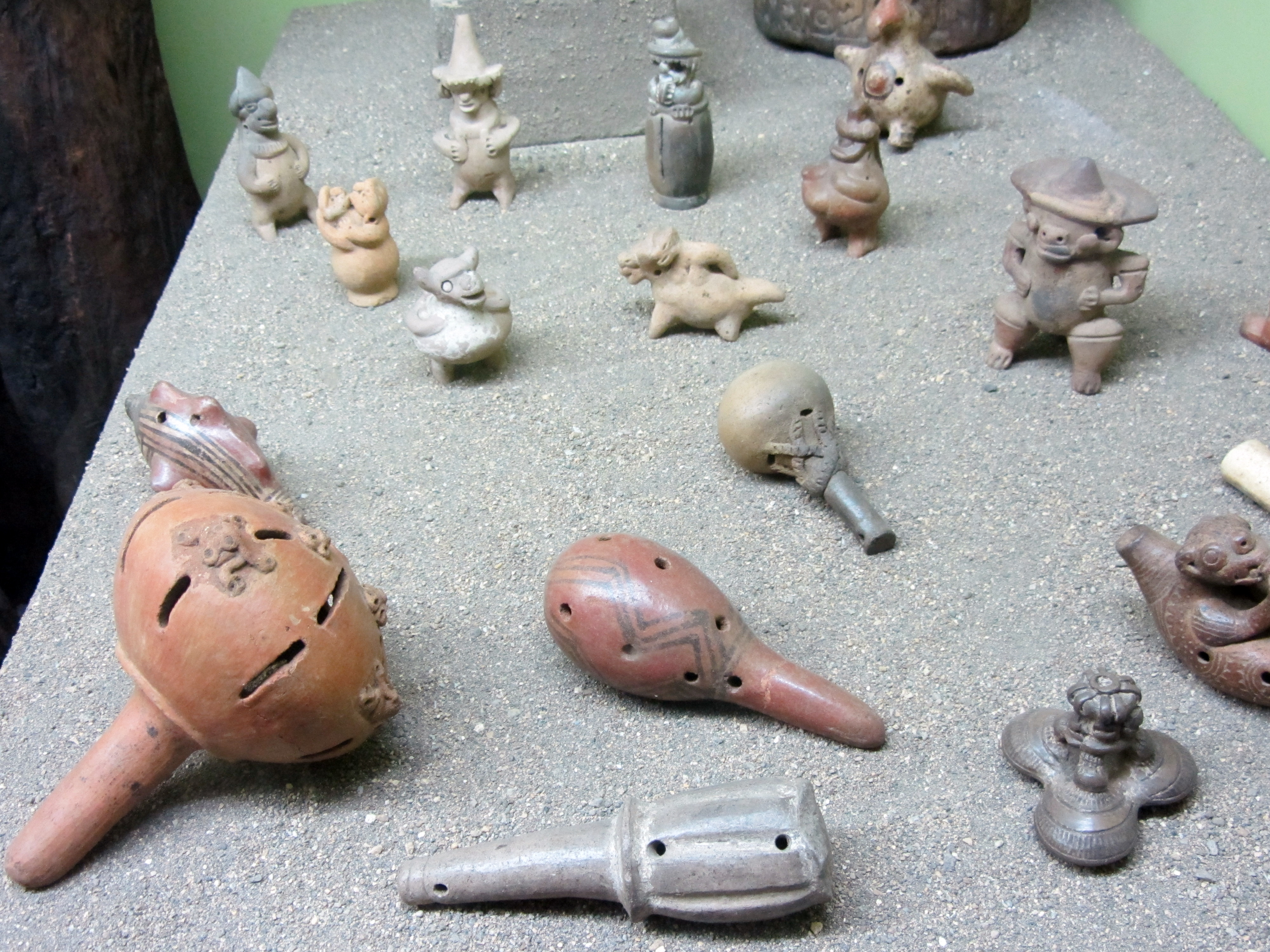
Artefakty z předkolumbovského období

Národní herbář shromažďuje 220 000 exemplářů, včetně hub, lišejníků, řas, mechů, kapradin a vyšších rostlin. Ornitologická sbírka sestává z koster, vajíček, hnízd i vycpanin a čítá přibližně 10 000 exemplářů. Entomologická sbírka obsahuje více než 19 000 kusů denních motýlů a více než 12 000 dalších exemplářů hmyzu, jako jsou vosy, mouchy a štěnice. Sbírka savců zahrnuje kůže a lebky a skládá se z téměř 2 000 exemplářů, které představují 65 % zástupců kostarických savců. Geologická sbírka sdružuje více než 17 000 exemplářů, včetně fosilií, hornin a minerálů.
Historickou sbírku tvoří více než 33 000 sbírkových předmětů, které odrážejí každodenní život kostarické společnosti, její umělecký, vědecký, technický a kulturní rozvoj. Zahrnuje nemovitý majetek, jako jsou fragmenty budov i movitý majetek, jako nábytek, dokumenty, nástroje, ale i numismatické exempláře.